# Кайдаково (Смоленская область)
 Кайдаково — деревня в Смоленской области России, в Вяземском районе. Расположена в восточной части области в 12 км к югу от районного центра, на автодороге Р132 Вязьма — Калуга — Тула — Рязань. Население — 1408 жителей (2007 год). Административный центр Кайдаковского сельского поселения.
Находится на речке Волоста.

## История
Вечный огонь, посвященный ВОВ.
Сохранился домик для прислуги от барской усадьбы с сосновой дорогой, а также барский сад. По легенде, сосновую дорогу посадил сам барин, когда возвращался домой из далекой поездки — он ехал и раскидывал семена из кареты.

## Экономика
Крупный свиноводческий комплекс, музыкальная школа, амбулатория, дом культуры, общеобразовательная школа, почта.